# Penn et Teller
 (février 2016).
Si vous disposez d'ouvrages ou d'articles de référence ou si vous connaissez des sites web de qualité traitant du thème abordé ici, merci de compléter l'article en donnant les références utiles à sa vérifiabilité et en les liant à la section « Notes et références ».

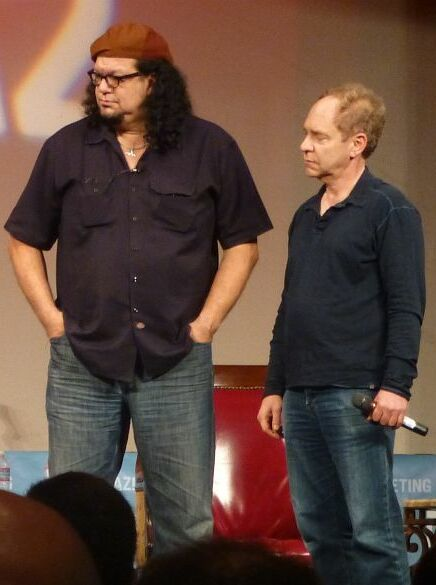
Penn et Teller sur scène avec James Randi à La Réunion Incroyable 2012 (TAM-2012) lors de la présentation: "Penn & Teller - 38 Ans de Magie & BS"

Penn et Teller est un duo d'illusionnistes américains constitué de Penn Jillette (né en 1955) et de Teller (en) (né en 1948).

## Histoire du duo
James Randi raconte être responsable de la formation du duo[réf. nécessaire].
Actifs depuis la fin des années 1970, ils sont connus pour leurs prestations mélangeant comédie et prestidigitation. Le duo s'est produit sur de nombreuses scènes et lors d'émissions de télévision ainsi qu'avec un show au The Rio de Las Vegas. Penn Jillette est l'orateur alors que Teller ne parle en général pas, s'exprimant principalement par mimes et mimiques. À côté de la magie, le duo s'est aussi fait remarquer pour sa plaidoirie en faveur de l'athéisme, du scepticisme scientifique et du libertarianisme, particulièrement au travers de leur émission de télévision Penn and Teller: Bullshit!.
Ils se définissent eux-mêmes comme « a couple of eccentric guys who have learned how to do a few cool things »(« un duo de gars excentriques ayant appris à faire quelques trucs cools »).

Les deux prestidigitateurs ont la particularité de révéler les trucages de leurs tours pendant leur spectacle. Cela s'appelle du débinage. Penn a une stature imposante, parle beaucoup, très fort et sans détour. Teller est petit, chétif comparé à Penn, et reste muet sur scène et devant la caméra. Dans certains tours, il joue le personnage du souffre-douleur. Ils se sont spécialisés dans la démonstration des dessous de la prestidigitation. Ils s'attaquent également à démystifier certaines arnaques et aux débats de société les plus divers. Le caractère irrévérencieux de leurs performances a influencé plusieurs autres personnalités publiques faisant la promotion du scepticisme scientifique, notamment Yvette d'Entremont.

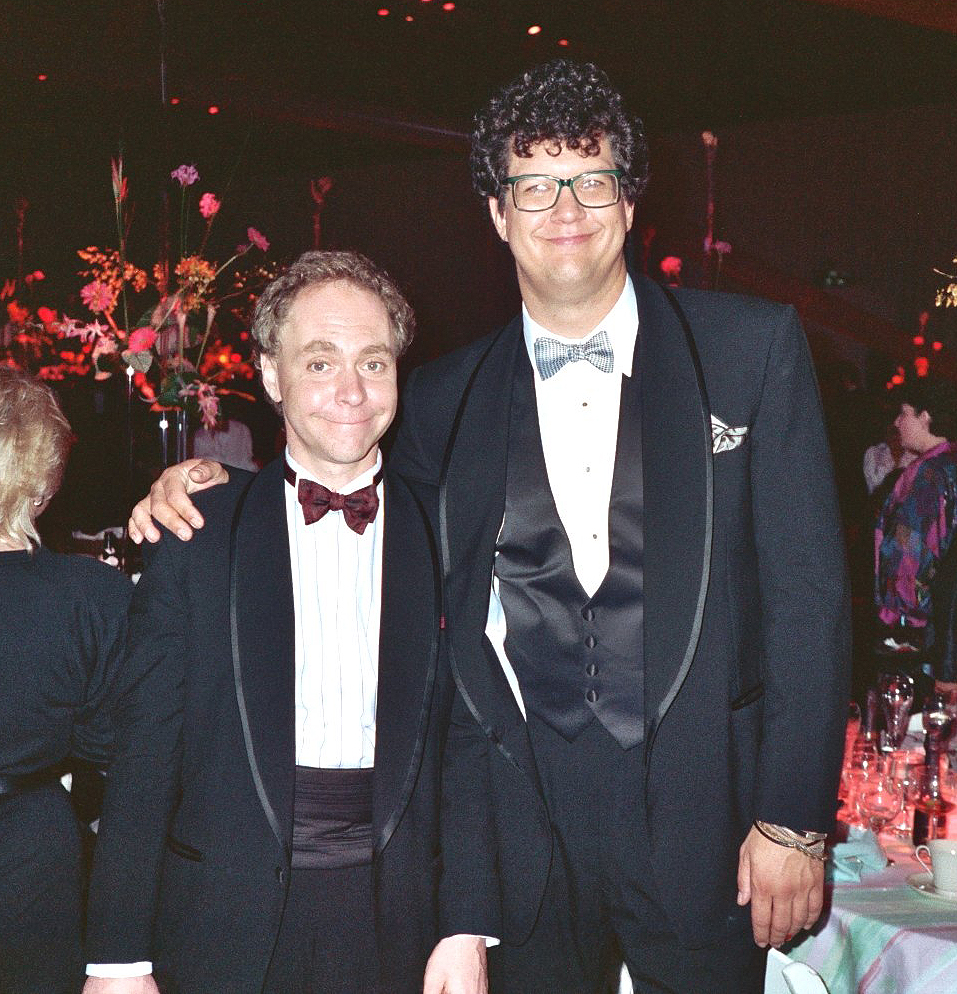
Penn et Teller lors des Emmy Awards de 1988

## Télévision

### Émissions
- 1985 : Penn and Teller Go Public pour la PBS
- 1990 : Don’t Try This at Home pour la NBC
- 1992 : Behind the Scenes pour PBS
- 1994 : The Unpleasant World of Penn and Teller series pour Channel 4
- 1995 :Phobophilia for Channel 4
- 1997 : Penn and Teller’s Home Invasion
- 1998 : Penn and Teller's Sin City Spectacular pour FX
- 2003 : Magic and Mystery Tour
- 2003-2010 : Bullshit!
- 2005 : Penn and Teller Off The Deep End pour NBC
- 2008 : Dancing with the Stars - avec Kim Johnson pour ABC
- 2011 : Penn & Teller: Fool Us avec Jonathan Ross pour ITV en Grande Bretagne
- 2016 : Penn & Teller: Fool Us avec Alyson Hannigan pour The CW aux États-Unis

### Autres apparitions
- 1985 : Deux flics à Miami : Le Retour du fils prodigue (saison 2, épisode 1) : Penn dans le rôle de Jimmy Borges
- 1985-1986 : Saturday Night Live (épisodes 1101, 1106, 1109, 1112, 1115, 1116 et 1207)
- ? : Run-DMC : vidéo clip It's Tricky
- ? : The Ramones : vidéo clip Something to Believe In
- 1989 : The David Letterman Show
- ? : Publicité pour Pizza Hut
- 1994 : Loïs et Clark : La folie des grandeurs (saison 1 - épisode 15) : Penn dans le rôle de Darrin Romnick
- 1995-1997 : Le Drew Carey Show : Drew Meets Lawyer et See Drew Run : Penn dans le rôle d'Archibald Fenn
- 1996-1997 : Sabrina, l'apprentie sorcière (saison 1, épisodes 6, 13 et 17)
- 1997 : Friends : Celui qui avait des menottes (saison 4, épisode 3) : Penn seulement
- 1998 :Dharma et Greg : Le Chat et la souris (saison 1, épisode 20)
- 1998 :Babylon 5 : Le jour des morts (saison 5, épisode 11)
- 1999 : Les Simpson : Homer perd la boule/En roulant ma boule (saison 11, épisode 6)
- 1999-2004 : Hollywood Squares
- 2002 : Fear Factor (en) (épisode 301)
- 2004 : À la Maison-Blanche (saison 6, épisode 8)
- 2004-2006 : The View
- 2006 : Publicité pour Ford
- ? : Criss Angel Mindfreak
- 2006 : America's Got Talent
- ? : Space Ghost Coast to Coast
- ? : Numb3rs (saison 5, épisode 6) : Penn joue son propre rôle
- 2008 : Dancing with the Stars (saison 6) : Penn est candidat
- 2011 : Les Simpson (saison 22, épisode 18)
- 2012 : The Celebrity Apprentice (saison 5) : Penn est candidat
- 2013 : The Celebrity Apprentice (saison 6) : Penn est candidat
- 2015 : Sharknado 3: Oh Hell No! : Penn joue le Lieutenant Colonel Stylo, Teller le Major Caissier
- 2017 : Scorpion : Dr Cecil Rizzuto
- 2017-2019 : The Big Bang Theory (saisons 11 et 12) : Teller uniquement, le père de Amy
- 2022 : The Masked Singer (saison 7) : Candidats

## Films
- 1986 : My Chauffeur Penn dans le rôle de Bone et Teller dans le rôle d'Abdul
- 1987 : Penn and Teller’s Invisible Thread pour Showtime
- 1987 : Penn and Teller's Cruel Tricks for Dear Friends
- 1989 : Penn and Teller Get Killed
- 1995 : Hackers, Penn dans le rôle de Hal travaillant dans la chambre de Gibson
- 1999 : Fantasia 2000, où ils introduisent la séquence de L'Apprenti sorcier
- 2005 : The Aristocrats, documentaire écrit par Penn
- 2024 : Borderlands d'Eli Roth

## Publications
- Penn and Teller's How to Play in Traffic, 1997
- Penn and Teller's How to Play with Your Food, 1992
- Penn and Teller's Cruel Tricks for Dear Friends, 1989

## Récompenses
- Hugh M. Hefner First Amendment Award, 2001
- Richard Dawkins Award, 2005 pour leur promotion de l'athéisme.

## Jeu vidéo
Un jeu vidéo, Penn & Teller's Smoke and Mirrors (Absolute Entertainment), prévu pour la Sega CD et 3DO, a été annoncé[Quand ?] mais n'est jamais sorti.
Penn et Teller apparaissent en caméo dans le jeu vidéo Borderlands 3, sous la forme d'un Boss appelé "Pain and Terror"[réf. nécessaire]